# The Bootleg Series Vol. 13: Trouble No More 1979-1981
The Bootleg Series Vol. 13: Trouble No More 1979–1981 è il titolo del tredicesimo album discografico di Bob Dylan appartenente alla serie Bootleg Series, pubblicato nel novembre del 2017 dalla Columbia Records. Questa volta il periodo preso in esame è quello della sua fervente conversione alla religione cristiana di fine anni settanta-inizio anni ottanta, che comprende la trilogia di album costituita da Slow Train Coming, Saved, e Shot of Love. Il disco è stato pubblicato in due versioni: "best of" a due dischi e come cofanetto da nove dischi in edizione deluxe con DVD incluso.

## Descrizione
Alla fine del 1978, Dylan divenne un "cristiano rinato". Dopo la conversione, iniziò a scrivere brani a tema religioso inneggianti il Cristianesimo, non scevri da un certo bigottismo di fondo. Le nuove composizioni erano a carattere fortemente personale e possedevano il linguaggio poetico dello stile precedente di Dylan, ma la convinzione assoluta e la cieca fede lasciarono sbigottita una larga fetta del suo pubblico, proprio come era successo in passato con i fan puristi del folk nei confronti della sua "svolta elettrica" nel 1965.
Trouble No More consiste principalmente in registrazioni dal vivo dell'epoca tratte da vari concerti, con l'aggiunta di demo ed outtakes dalle sessioni di registrazione dei tre album in studio del periodo (Slow Train Coming, Saved, e Shot of Love). Il 20 settembre 2017, la canzone When You Gonna Wake Up? registrata dal vivo a Oslo, Norvegia, il 9 luglio 1981, è stata pubblicata sul canale YouTube di Bob Dylan. Si tratta del primo singolo estratto dall'album, successivamente pubblicato in varie edizioni e formati differenti.

## Tracce (Versione 2 CD "Best of")
Disco 1 Live
1. Slow Train – 6:20 – (Live, 16 novembre 1979, The Warfield Theatre, San Francisco, California, Stati Uniti)
2. Gotta Serve Somebody – 6:29 – (Live, 15 novembre 1979, The Warfield Theatre, San Francisco, California, Stati Uniti)
3. I Believe In You – 4:51 – (Live, 16 maggio 1980, Stanley Theatre, Pittsburgh, Pennsylvania, Stati Uniti)
4. When You Gonna Wake Up? – 5:27 – (Live, 9 luglio 1981, Drammenshallen, Drammen, Norvegia)
5. When He Returns – 5:00 – (Live, 5 dicembre 1979, Kiva Auditorium, Albuquerque, Nuovo Messico, Stati Uniti)
6. Man Gave Names to All the Animals – 5:45 – (Live, 16 gennaio 1980, Paramount Theatre, Portland, Oregon, Stati Uniti)
7. Precious Angel – 5:40 – (Live, 16 novembre 1979 at The Warfield Theatre, San Francisco, California, Stati Uniti)
8. Covenant Woman – 5:52 – (Live, 20 novembre 1979, Civic Auditorium, Santa Monica, California, Stati Uniti)
9. Gonna Change My Way of Thinking – 4:46 – (Live, 31 gennaio 1980, Orpheum Theater, Memphis, Tennessee, Stati Uniti)
10. Do Right to Me Baby (Do Unto Others) – 5:08 – (Live, 28 gennaio 1980, Uptown Theatre, Kansas City, Missouri, Stati Uniti)
11. Solid Rock – 4:42 – (Live, 27 novembre 1979, Golden Hall, San Diego, California, Stati Uniti)
12. What Can I Do for You? – 5:53 – (Live, 27 novembre 1979, Golden Hall, San Diego, California, Stati Uniti)
13. Saved – 4:49 – (Live, 12 gennaio 1980, Paramount Theatre, Portland, Oregon, Stati Uniti)
14. In the Garden – 6:33 – (Live, 27 gennaio 1980, Uptown Theatre, Kansas City, Missouri, Stati Uniti)

Disco 2 Live
1. Slow Train – 4:35 – (Live, 29 giugno 1981, Earls Court, Londra, Regno Unito)
2. Ain't Gonna Go to Hell for Anybody (canzone precedentemente inedita) – 4:30 – (Live, 24 aprile 1980, Le Theatre Saint-Denis, Montréal, Québec, Canada)
3. Gotta Serve Somebody – 3:57 – (Live, 15 luglio 1981)
4. Ain't No Man Righteous, No Not One (canzone precedentemente inedita) – 4:35 – (Live, 16 novembre 1979 al The Warfield Theatre, San Francisco, California, Stati Uniti)
5. Saving Grace – 4:25 – (Live, 6 novembre 1979 al The Warfield Theatre, San Francisco, California, Stati Uniti)
6. Blessed Is the Name (canzone precedentemente inedita) – 4:18 – (Live, 20 novembre 1979, Civic Auditorium, Santa Monica, California, Stati Uniti)
7. Solid Rock – 4:20 – (Live, 23 ottobre 1981, The Spectrum, Filadelfia, Pennsylvania, Stati Uniti)
8. Are You Ready? – 6:19 – (Live, 30 aprile 1980, Kleinhans Music Hall, Buffalo, New York, Stati Uniti)
9. Pressing On – 6:52 – (Live, 6 novembre 1979 al The Warfield Theatre, San Francisco, California, Stati Uniti)
10. Shot of Love – 4:45 – (Live, 25 luglio 1981 al Parc des Sports, Avignone, Francia)
11. Dead Man, Dead Man – 4:22 – (Live, 21 giugno 1981 al Stade Municipal des Minimes, Tolosa, Francia)
12. Watered-Down Love – 4:44 – (Live, 12 giugno 1981 al Pine Knob Music Theatre, Clarkston, Michigan, Stati Uniti)
13. In the Summertime – 3:15 – (Live, 21 ottobre 1981 al The Orpheum Theatre, Boston, Massachusetts, Stati Uniti)
14. The Groom's Still Waiting at the Altar – 6:01 – (Live, 13 novembre 1980 al The Warfield Theatre, San Francisco, California, Stati Uniti)
15. Caribbean Wind – 5:23 – (Live, 12 novembre 1980 al The Warfield Theatre, San Francisco, California, Stati Uniti)
16. Every Grain of Sand – 3:42 – (Live, 21 novembre 1981 al Civic Center Theatre, Lakeland, Florida, Stati Uniti)

## Edizione deluxe
L'edizione deluxe include 9 dischi con 100 canzoni, sia dal vivo che in studio, compresi 14 brani originali totalmente inediti (con l'eccezione di Ye Shall Be Changed pubblicata nel 1991 in The Bootleg Series, Vol. 1-3) più un libretto illustrato di 120 pagine. Questa versione contiene 8 Compact Disc per un totale di circa 8 ore di musica, più un DVD con il documentario Trouble No More: A Musical Film, diretto da Jennifer Lebeau e Ron Kantor, della durata di 58 minuti e 56 secondi con filmati inediti dell'epoca.

## Formazione
- Bob Dylan — voce, chitarre, armonica a bocca, pianoforte
- Al Kooper, Spooner Oldham, Willie Smith, Terry Young — tastiere
- Steve Ripley, Carlos Santana, Fred Tackett — chitarre
- Tim Drummond — basso
- Jim Keltner, Arthur Rosato — batteria
- Mary Elizabeth Bridges, Carolyn Dennis, Gwen Evans, Clydie King, Regina McCrary, Regina Peebles, Helena Springs, Mona Lisa Young — cori, percussioni